# Рене Вивьен
Рене Вивьен (фр. Renée Vivien, урождённая Полин Мэри Терн, англ. Pauline Mary Tarn; 11 июня 1877[…], Лондон — 18 ноября 1909[…], Париж) — британская и французская поэтесса, писавшая на французском языке.

## Биография
Полин Мэри Терн родилась в 1877 году в Лондоне в зажиточной семье британца и американки. Росла в Лондоне и Париже. Начала писать стихи, когда ей было 6 лет. В 1886 году её отец умер. По достижении совершеннолетия в возрасте 21 года она унаследовала состояние отца и переехала во Францию. Терн была открытой лесбиянкой. У неё были романы с писательницей Натали Барни и баронессой Элен ван Зёйлен, внучкой Джеймса Майера Ротшильда. Вместе с Зюльен они публиковали работы под общим псевдонимом Поль Риверсдаль. Считается, что их основным или настоящим автором была Рене Вивьен. Она также состояла в переписке с женой турецкого дипломата Турхана-паши Пермети. Женщины виделись лишь несколько раз, и их отношения закончились после переезда Пермети в Санкт-Петербург. Терн путешествовала по многим странам, в том числе Турции, Норвегии и Испании.
Терн писала стихи под псевдонимом Рене Вивьен. Известна сонетами-одиннадцатисложниками и символистскими стихотворениями. В 1901—1909 годах она опубликовала 14 поэтических сборников, также писала исторические романы. Её произведения были вдохновлены её путешествиями и отношениями с женщинами, творчеством Джона Китса, Алджернона Чарлза Суинберна и Шарля Бодлера, а также эллинизмом. Переводила работы Сапфо. 12 томов стихотворений Рене Вивьен были опубликованы в 1901—1910-х годах, еще 2 тома вышли посмертно в 1934 году.
После 1908 года здоровье и душевное состояние поэтессы заметно пошатнулись. В 1908 году она совершила попытку самоубийства, страдала алкоголизмом, депрессией и нервной анорексией. Рене Вивьен скончалась в 1909 году на 33-м году жизни.
В честь поэтессы была учреждена Премия Рене Вивьен, которой награждаются французские поэты.